# Situl istoric „Movila lui Burcel”
Situl istoric „Movila lui Burcel” este un sit aflat pe teritoriul satului Miclești, comuna Miclești.
Situl Natura 2000 “Movila lui Burcel” cu suprafața de 13 ha nu este atribuit în custodie și nu are structura de administrare, deoarece nu necesită. Conform Formularului Standard Natura 2000 organismul responsabil pentru managementul sitului este Primăria comunei Miclești (jud. Vaslui).
Principalele specii de plante protejate sunt: Iris aphylla subsp. hungarica și Pontechium maculatum subsp. maculatum  iar ca mamifere Spermophilus citellus.

## Istoric
Movila lui Burcel a fost atestată documentar la 1498, ca proprietate a postelnicului Purcel (Burcel) și a devenit cunoscută prin legenda despre un țăran înzestrat cu pământ de către domnitorul Ștefan cel Mare și Sfânt (1457-1504). Familia lui Purcel este atestată de documentele din timpul lui Ștefan cel Mare, la fel ca familia Movileștilor. Denumirea de Purcel a fost luată de la personajul legendar din povestirile lui Ion Neculce, iar poetul Vasile Alecsandri este cel care a schimbat numele în Burcel, toponim care se păstrează și astăzi.

## Galerie

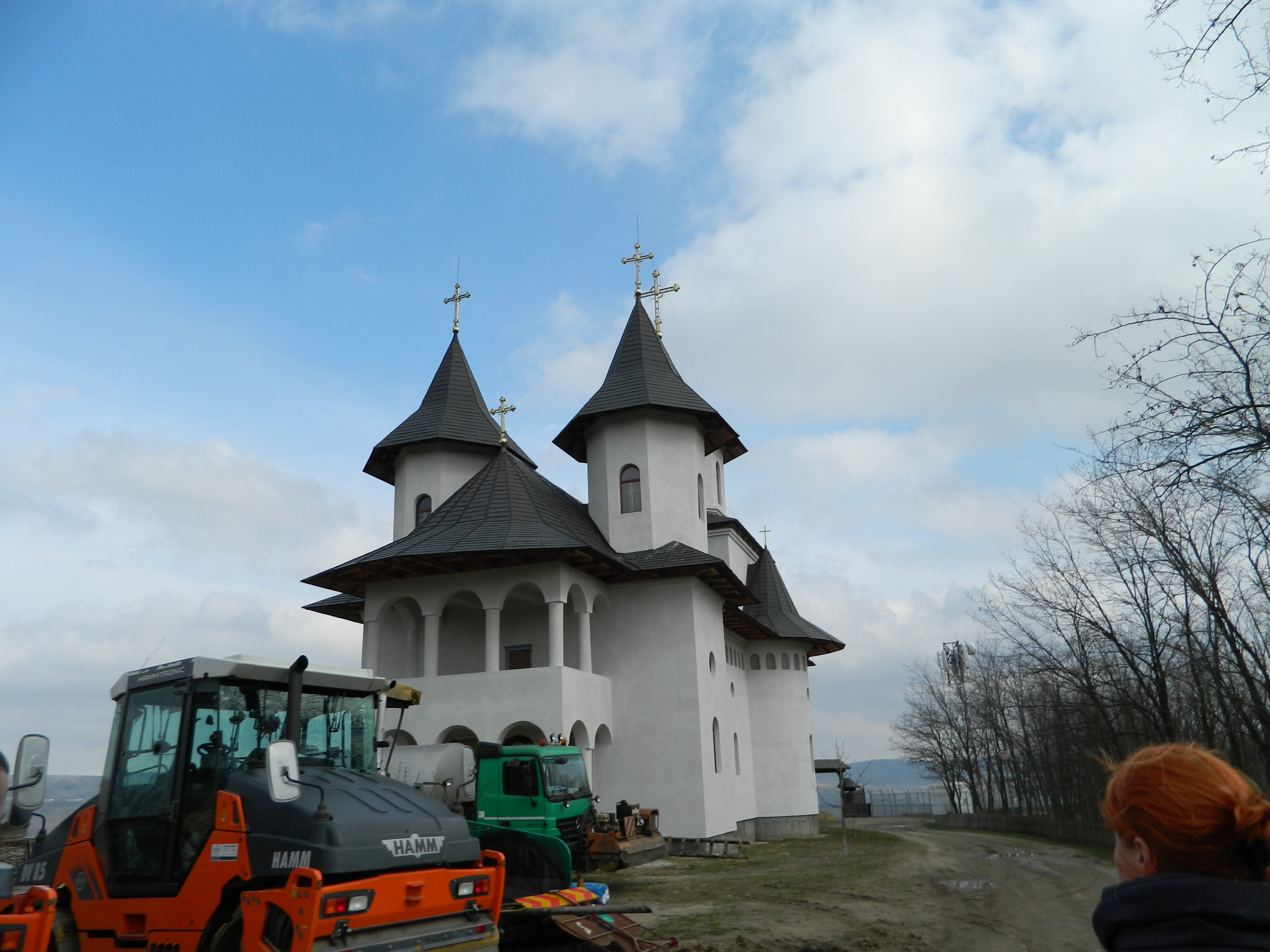
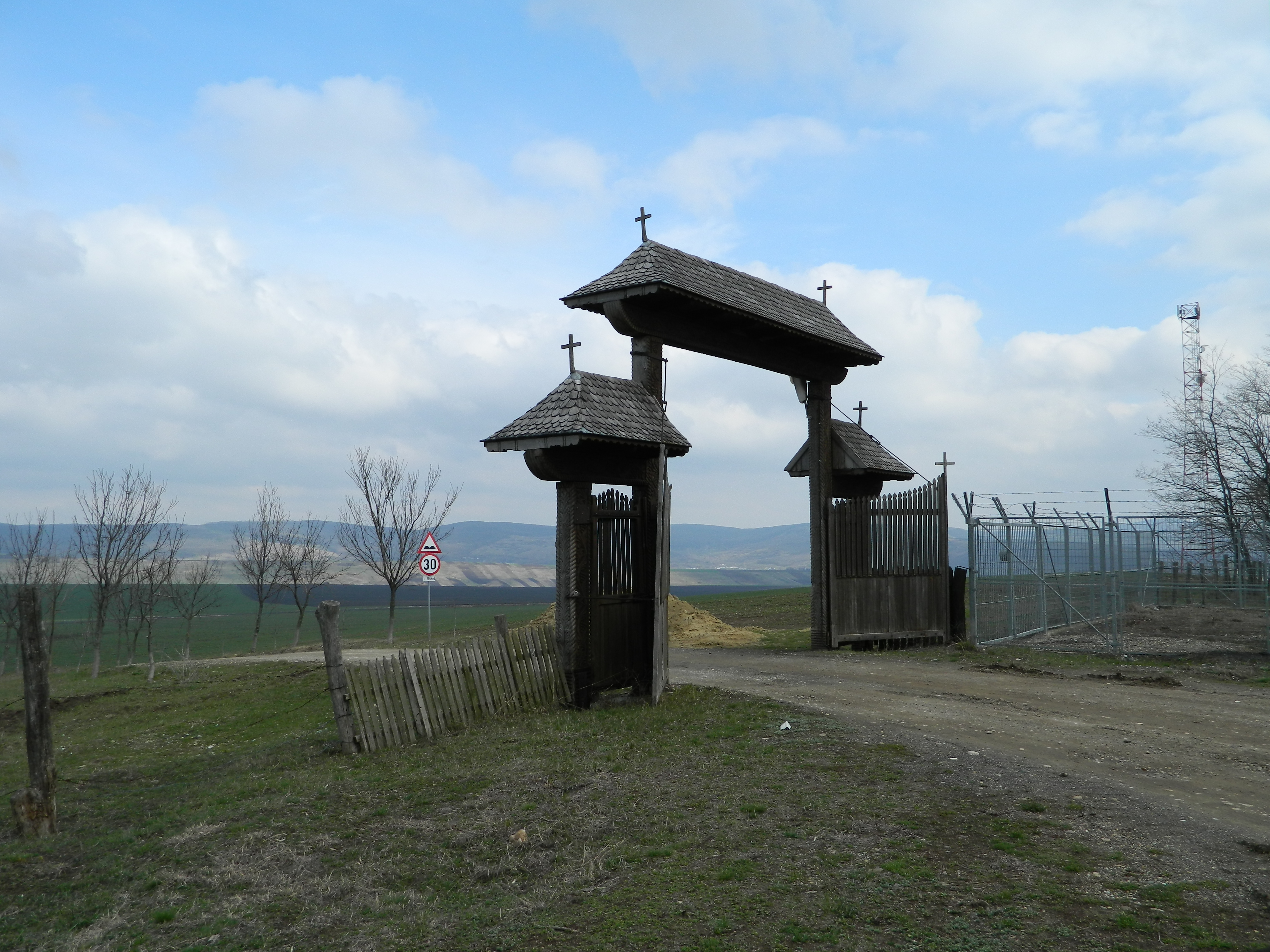
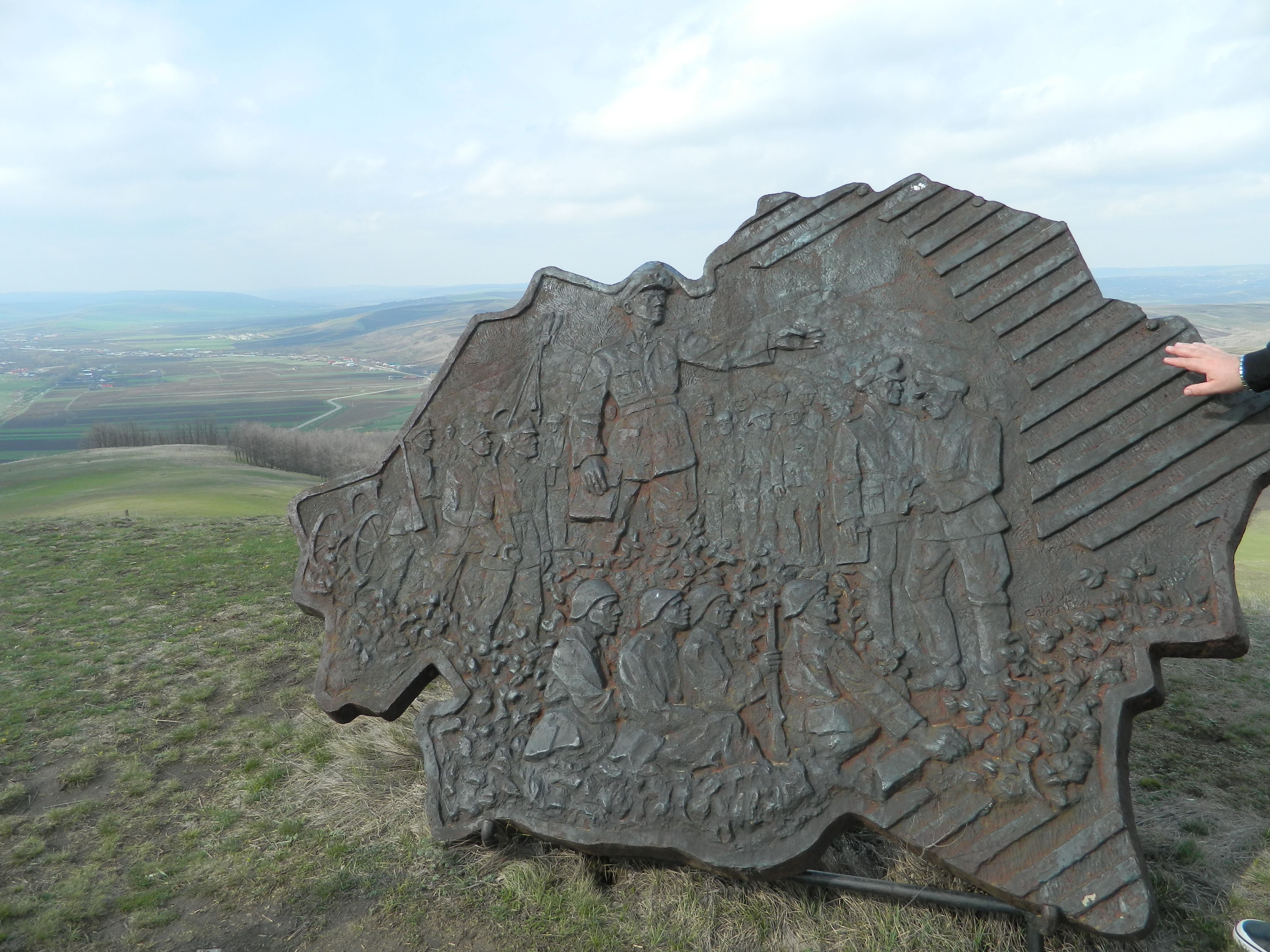
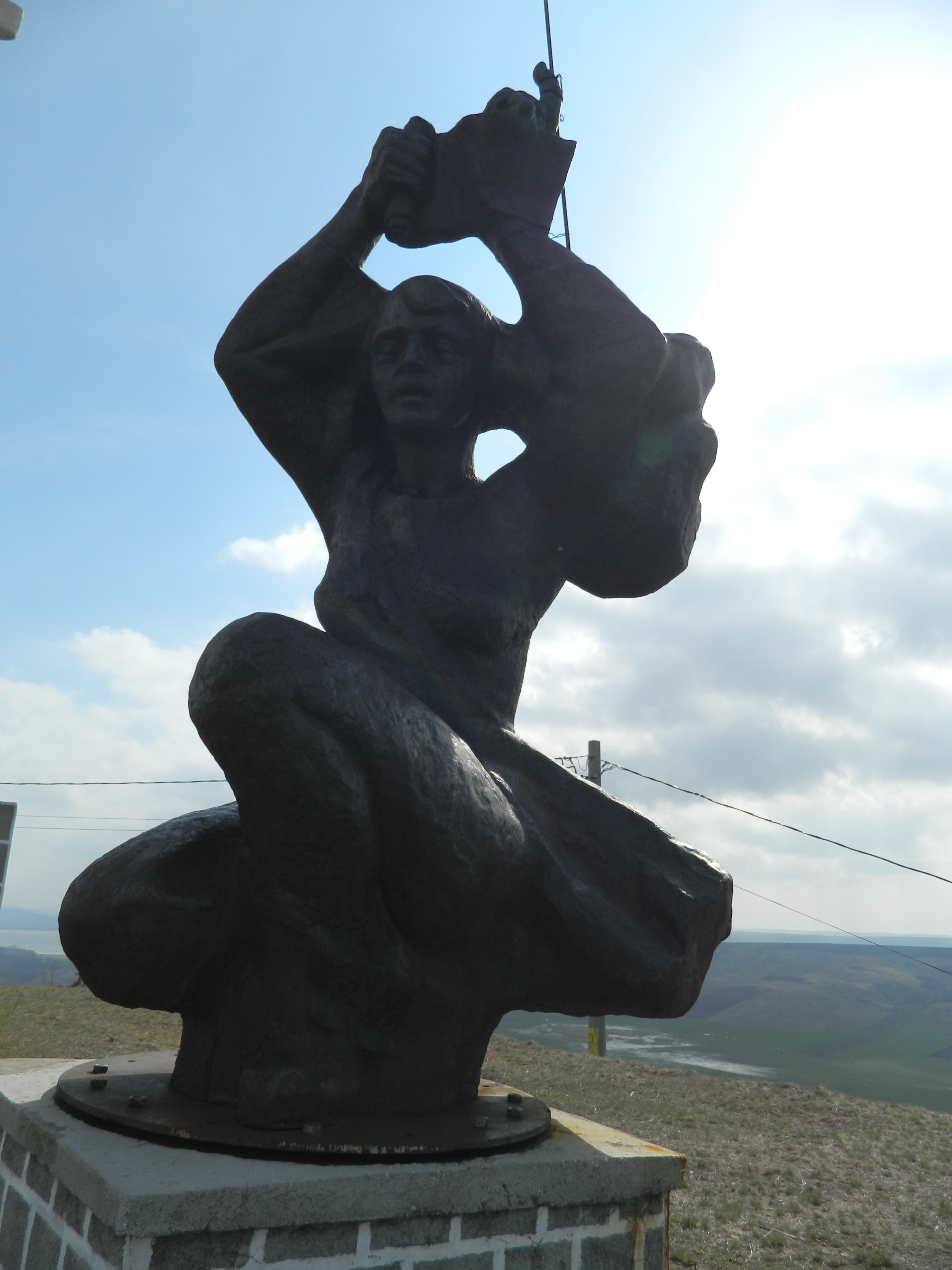